# Ujung Mangki
Ujung Mangki is een bestuurslaag in het regentschap Aceh Selatan van de provincie Atjeh, Indonesië. Ujung Mangki telt 667 inwoners (volkstelling 2010).